# Convocazioni per l'UEFA Futsal Championship 2022
Quello che segue è l'elenco di giocatori convocati per ogni nazionale all'UEFA Futsal Championship 2022. Ogni nazione doveva presentare una squadra composta da 14 giocatori, di cui almeno due portieri, due giorni prima del primo incontro della squadra in questione. Alcuni giocatori potevano essere sostituiti in casi particolari quali infortuni ai portieri o infezioni da Covid-19.

## Gruppo A

### Paesi Bassi
Allenatore:  Maximiliaan Tjaden
| N. | Pos. | Giocatore              | Data nascita (età)          | Pres. | Reti | Squadra   |
| -- | ---- | ---------------------- | --------------------------- | ----- | ---- | --------- |
| 1  | P    | Manuel Kuijk           | 13 ottobre 1994 (27 anni)   | 44    | 1    | Eindhoven |
| 2  | D    | Oualid Saadouni        | 12 marzo 1988 (33 anni)     | 72    | 8    | Eindhoven |
| 3  | D    | Jamal El Ghannouti     | 29 marzo 1983 (38 anni)     | 156   | 40   | ASV Lebo  |
| 4  | D    | Tevfik Ceyar           | 2 maggio 1990 (31 anni)     | 39    | 12   | De Hommel |
| 5  | PV   | Saïd Bouzambou         | 9 febbraio 1990 (31 anni)   | 66    | 23   | Eindhoven |
| 6  | L    | Karim Mossaoui         | 27 febbraio 1988 (33 anni)  | 66    | 11   | Hovocubo  |
| 7  | L    | Yoshua St. Juste       | 23 febbraio 1991 (30 anni)  | 62    | 14   | Hovocubo  |
| 9  | D    | Mats Velseboer         | 13 settembre 1993 (28 anni) | 85    | 28   | Hovocubo  |
| 10 | L    | Mohamed Attaibi        | 23 ottobre 1987 (34 anni)   | 106   | 39   | Marlène   |
| 11 | L    | Lahcen Bouyouzan       | 17 aprile 1993 (28 anni)    | 58    | 12   | Hovocubo  |
| 12 | P    | Barry de Wit           | 16 dicembre 1994 (27 anni)  | 22    | 0    | Marlène   |
| 14 | PV   | Jordany Martinus       | 10 luglio 1990 (31 anni)    | 56    | 13   | Eindhoven |
| 15 | L    | Dennis van den Eijnden | 1º gennaio 1997 (25 anni)   | 23    | 4    | Eindhoven |
| 18 | PV   | Amir Molkârâi          | 15 maggio 1987 (34 anni)    | 52    | 14   | Marlène   |

### Serbia
Allenatore:  Dejan Majes
| N. | Pos. | Giocatore           | Data nascita (età)          | Pres. | Reti | Squadra              |
| -- | ---- | ------------------- | --------------------------- | ----- | ---- | -------------------- |
| 1  | P    | Nemanja Momčilović  | 15 aprile 1991 (30 anni)    | n.d.  | n.d. | Mouvaux-Lille        |
| 2  | D    | Ninoslav Aleksić    | 3 febbraio 1995 (26 anni)   | n.d.  | n.d. | Kecskemet            |
| 3  | PV   | Mladen Kocić        | 22 ottobre 1988 (33 anni)   | n.d.  | n.d. | Loznica              |
| 4  | D    | Nikola Matijević    | 26 dicembre 1991 (30 anni)  | n.d.  | n.d. | Loznica              |
| 5  | D    | Kristijan Vasić     | 24 giugno 1999 (22 anni)    | n.d.  | n.d. | Ekonomac             |
| 6  | PV   | Denis Ramić         | 17 novembre 1994 (27 anni)  | n.d.  | n.d. | FON Banjica          |
| 7  | PV   | Dragan Tomić        | 25 marzo 1991 (30 anni)     | n.d.  | n.d. | Halle-Gooik          |
| 8  | PV   | Marko Pršić         | 13 settembre 1990 (31 anni) | n.d.  | n.d. | Al-Arabi             |
| 9  | PV   | Jovan Lazarević     | 11 settembre 1997 (24 anni) | n.d.  | n.d. | Tjumen'              |
| 10 | L    | Strahinja Petrov    | 14 dicembre 1993 (28 anni)  | n.d.  | n.d. | Real San Giuseppe    |
| 11 | U    | Stefan Rakić        | 22 novembre 1993 (28 anni)  | n.d.  | n.d. | Rekord Bielsko-Biała |
| 12 | P    | Jakov Vulić         | 10 marzo 1992 (29 anni)     | n.d.  | n.d. | FON Banjica          |
| 14 | D    | Slobodan Rajčević   | 28 febbraio 1985 (36 anni)  | n.d.  | n.d. | FON Banjica          |
| 15 | L    | Lazar Milosavljević | 20 ottobre 1998 (23 anni)   | n.d.  | n.d. | FON Banjica          |
| 19 | L    | Andreja Stojcevski  | 6 agosto 1998 (23 anni)     | n.d.  | n.d. | Novi Pazar           |

### Ucraina
Allenatore:  Oleksandr Kosenko
| N. | Pos. | Giocatore           | Data nascita (età)          | Pres. | Reti | Squadra       |
| -- | ---- | ------------------- | --------------------------- | ----- | ---- | ------------- |
| 1  | P    | Kyrylo Cypun        | 30 luglio 1987 (34 anni)    | n.d.  | n.d. | Prodeksim     |
| 2  | L    | Vitaliy Radevych    | 13 novembre 1997 (24 anni)  | n.d.  | n.d. | Uragan        |
| 4  | L    | Volodymyr Razuvanov | 1º agosto 1992 (29 anni)    | n.d.  | n.d. | Dinamo Samara |
| 5  | PV   | Yaroslav Lebid      | 26 maggio 1995 (26 anni)    | n.d.  | n.d. | HIT Kiev      |
| 7  | U    | Yevhen Siriy        | 8 agosto 1992 (29 anni)     | n.d.  | n.d. | HIT Kiev      |
| 8  | U    | Ihor Černjavs'kyj   | 14 settembre 1995 (26 anni) | n.d.  | n.d. | HIT Kiev      |
| 9  | U    | Danyil Abakšyn      | 22 dicembre 1997 (24 anni)  | n.d.  | n.d. | Uragan        |
| 10 | L    | Serhij Žurba        | 14 marzo 1987 (34 anni)     | n.d.  | n.d. | HIT Kiev      |
| 11 | U    | Artem Fareniuk      | 9 novembre 1992 (29 anni)   | n.d.  | n.d. | Uragan        |
| 12 | P    | Yuriy Savenko       | 21 febbraio 1992 (29 anni)  | n.d.  | n.d. | Prodeksim     |
| 13 | D    | Ihor Korsun         | 15 giugno 1993 (28 anni)    | n.d.  | n.d. | Prodeksim     |
| 14 | PV   | Petro Šoturma       | 27 giugno 1992 (29 anni)    | n.d.  | n.d. | Prodeksim     |
| 17 | PV   | Oleksandr Pediash   | 4 marzo 1994 (27 anni)      | n.d.  | n.d. | HIT Kiev      |
| 19 | D    | Mychajlo Zvaryč     | 23 novembre 1992 (29 anni)  | n.d.  | n.d. | Prodeksim     |

### Portogallo
Allenatore:  Jorge Braz
| N. | Pos. | Giocatore      | Data nascita (età)          | Pres. | Reti | Squadra          |
| -- | ---- | -------------- | --------------------------- | ----- | ---- | ---------------- |
| 1  | P    | André Sousa    | 25 febbraio 1986 (35 anni)  | 103   | 2    | Benfica          |
| 2  | D    | André Coelho   | 30 ottobre 1993 (28 anni)   | 78    | 23   | Barcellona       |
| 3  | D    | Tomás Paçó     | 19 aprile 2000 (21 anni)    | 15    | 1    | Sporting Lisbona |
| 4  | D    | Afonso Jesus   | 6 gennaio 1998 (24 anni)    | 17    | 6    | Benfica          |
| 5  | PV   | Fábio Cecílio  | 30 aprile 1993 (28 anni)    | 105   | 30   | Braga            |
| 6  | PV   | Zicky Té       | 1º settembre 2001 (20 anni) | 24    | 9    | Sporting Lisbona |
| 7  | L    | Miguel Ângelo  | 2 febbraio 1994 (27 anni)   | 60    | 10   | Sporting Lisbona |
| 8  | U    | Erick Mendonça | 21 luglio 1995 (26 anni)    | 43    | 6    | Sporting Lisbona |
| 9  | D    | João Matos     | 21 febbraio 1987 (34 anni)  | 172   | 21   | Sporting Lisbona |
| 10 | L    | Bruno Coelho   | 1º agosto 1987 (34 anni)    | 136   | 44   | FF Napoli        |
| 11 | L    | Pany Varela    | 25 febbraio 1989 (32 anni)  | 67    | 18   | Sporting Lisbona |
| 12 | P    | Bebé           | 19 maggio 1983 (38 anni)    | 136   | 0    | Leões            |
| 12 | P    | Eduardo Sousa  | 19 agosto 1996 (25 anni)    | 20    | 1    | Valdepeñas       |
| 13 | L    | Tiago Brito    | 22 luglio 1991 (30 anni)    | 102   | 27   | Braga            |
| 14 | L    | Pauleta        | 14 giugno 1994 (27 anni)    | 23    | 4    | Sporting Lisbona |

## Gruppo B

### Kazakistan
Allenatore:  Kaká
| N. | Pos. | Giocatore           | Data nascita (età)          | Pres. | Reti | Squadra       |
| -- | ---- | ------------------- | --------------------------- | ----- | ---- | ------------- |
| 1  | P    | Rauan Atantayev     | 22 settembre 1990 (31 anni) | 10    | 0    | Nur-Sultan    |
| 2  | P    | Higuita             | 6 giugno 1986 (35 anni)     | 76    | 10   | Qairat        |
| 3  | L    | Taynan              | 12 febbraio 1993            | 26    | 21   | ElPozo Murcia |
| 4  | L    | Nurbek Karagulov    | 14 ottobre 1992 (29 anni)   | 17    | 0    | Aqtöbe        |
| 5  | L    | Edson Santos        | 5 luglio 1992 (29 anni)     | 0     | 0    | Qairat        |
| 7  | PV   | Azat Valiullin      | 5 maggio 1992 (29 anni)     | 25    | 1    | Ayat          |
| 9  | PV   | Albert Akbalikov    | 5 gennaio 1995 (27 anni)    | 43    | 9    | Qairat        |
| 10 | D    | Şıñğıs Esenamanov   | 10 marzo 1989 (32 anni)     | 86    | 26   | Qairat        |
| 11 | D    | Arnold Knaub        | 16 gennaio 1995 (27 anni)   | 54    | 14   | Dinamo Samara |
| 12 | PV   | Däuren Tūrsağūlov   | 16 gennaio 1996 (26 anni)   | 33    | 9    | Qairat        |
| 13 | L    | Zhomart Tokayev     | 10 dicembre 1999 (22 anni)  | 12    | 2    | Atyraý        |
| 14 | D    | Douglas Júnior      | 15 ottobre 1988 (33 anni)   | 66    | 51   | KPRF Mosca    |
| 15 | L    | Ersultan Sagyndykov | 28 aprile 1995 (26 anni)    | 2     | 0    | Atyraý        |
| 17 | L    | Birjan Orazov       | 17 ottobre 1994 (27 anni)   | 42    | 12   | Qairat        |

### Italia
Allenatore:  Massimiliano Bellarte
| N. | Pos. | Giocatore           | Data nascita (età)          | Pres. | Reti | Squadra          |
| -- | ---- | ------------------- | --------------------------- | ----- | ---- | ---------------- |
| 1  | P    | Stefano Mammarella  | 2 febbraio 1984 (37 anni)   | 122   | 3    | Pescara          |
| 2  | L    | Douglas Nicolodi    | 9 giugno 1988 (33 anni)     | 13    | 6    | Olimpus Roma     |
| 3  | L    | Matteo Esposito     | 24 settembre 1994 (27 anni) | 13    | 0    | Lido di Ostia    |
| 4  | L    | Vincenzo Caponigro  | 18 luglio 1998 (23 anni)    | 6     | 1    | Feldi Eboli      |
| 5  | L    | Giuliano Fortini    | 8 settembre 1996 (25 anni)  | 30    | 2    | Italservice      |
| 6  | U    | Carmelo Musumeci    | 17 dicembre 1991 (30 anni)  | 29    | 7    | Meta Catania     |
| 7  | U    | Cainan De Matos     | 27 gennaio 1990 (31 anni)   | 13    | 7    | Palma            |
| 9  | L    | Attilio Arillo      | 29 dicembre 1994 (27 anni)  | 11    | 1    | FF Napoli        |
| 10 | L    | Alex Merlim         | 15 luglio 1986 (35 anni)    | 101   | 43   | Sporting Lisbona |
| 11 | PV   | Guilherme Gaio      | 4 novembre 1991 (30 anni)   | 11    | 5    | Pescara          |
| 12 | P    | Dennis Berthod      | 31 luglio 2003 (18 anni)    | 4     | 0    | Aosta            |
| 14 | D    | Eduardo Alano       | 8 luglio 1996 (25 anni)     | 9     | 3    | Mouvaux-Lille    |
| 15 | L    | Gabriel Motta       | 16 agosto 1999 (22 anni)    | 10    | 1    | Cartagena        |
| 18 | PV   | Júlio De Oliveira   | 8 giugno 1991 (30 anni)     | 46    | 23   | Italservice      |
| 19 | P    | Lorenzo Pietrangelo | 24 giugno 1995 (26 anni)    | 3     | 0    | CAME Dosson      |
| 20 | L    | Guilherme Stringari | 24 maggio 1995 (26 anni)    | 6     | 1    | Al Kuwait        |

### Slovenia
Allenatore:  Tomislav Horvat
| N. | Pos. | Giocatore        | Data nascita (età)         | Pres. | Reti | Squadra     |
| -- | ---- | ---------------- | -------------------------- | ----- | ---- | ----------- |
| 1  | P    | Tjaž Lovrenčič   | 17 gennaio 1996 (26 anni)  | 33    | 0    | Meteorplast |
| 2  | L    | Teo Turk         | 15 marzo 1996 (25 anni)    | 39    | 4    | Dobovec     |
| 3  | L    | Nejc Kovačič     | 18 dicembre 1998 (23 anni) | 8     | 0    | Kobarid     |
| 4  | U    | Max Vesel        | 11 maggio 2001 (20 anni)   | 2     | 0    | Siliko      |
| 5  | PV   | Jeremy Bukovec   | 7 ottobre 2000 (21 anni)   | 29    | 7    | Ptuj        |
| 6  | PV   | Denis Totošković | 18 novembre 1987 (34 anni) | 41    | 14   | Sampdoria   |
| 7  | D    | Igor Osredkar    | 28 giugno 1986 (35 anni)   | 168   | 83   | Litija      |
| 8  | L    | Nejc Hozjan      | 31 luglio 1996 (25 anni)   | 70    | 13   | FF Napoli   |
| 9  | L    | Gašper Vrhovec   | 18 luglio 1988 (33 anni)   | 89    | 45   | Litija      |
| 10 | L    | Alen Fetić       | 14 ottobre 1991 (30 anni)  | 119   | 48   | Petrarca    |
| 11 | D    | Klemen Duščak    | 5 novembre 1994 (27 anni)  | 29    | 3    | Dobovec     |
| 12 | P    | Nejc Berzelak    | 3 maggio 1998 (23 anni)    | 14    | 0    | Litija      |
| 13 | L    | Žiga Čeh         | 25 gennaio 1995 (26 anni)  | 40    | 14   | Dobovec     |
| 14 | U    | Matej Fideršek   | 4 luglio 1991 (30 anni)    | 66    | 25   | Sampdoria   |
| 20 | PV   | Kristjan Čujec   | 30 novembre 1988 (33 anni) | 126   | 75   | Dobovec     |

### Finlandia
Allenatore:  Mićo Martić
| N. | Pos. | Giocatore             | Data nascita (età)         | Pres. | Reti | Squadra         |
| -- | ---- | --------------------- | -------------------------- | ----- | ---- | --------------- |
| 1  | P    | Juha-Matti Savolainen | 26 maggio 1991 (30 anni)   | 81    | 3    | KaDy            |
| 2  | U    | Panu Autio            | 4 agosto 1985 (36 anni)    | 145   | 99   | GFT Espoo       |
| 4  | L    | Tuukka Pikkarainen    | 7 gennaio 1998 (24 anni)   | 21    | 3    | Kemi-Tornio     |
| 5  | D    | Juhana Jyrkiäinen     | 4 aprile 1990 (31 anni)    | 65    | 24   | Akaa            |
| 6  | D    | Jukka Kytölä          | 27 dicembre 1988 (33 anni) | 100   | 25   | KaDy            |
| 7  | PV   | Jarmo Junno           | 12 maggio 1992 (29 anni)   | 61    | 22   | Vieska          |
| 8  | L    | Sergei Korsunov       | 22 febbraio 1992 (29 anni) | 70    | 5    | KaDy            |
| 10 | U    | Miika Hosio           | 27 giugno 1989 (32 anni)   | 91    | 38   | GFT Espoo       |
| 11 | L    | Lassi Lintula         | 25 giugno 1997 (24 anni)   | 33    | 1    | KaDy            |
| 12 | P    | Antti Koivumäki       | 27 gennaio 1993 (28 anni)  | 62    | 0    | GFT Espoo       |
| 13 | L    | Jani Korpela          | 8 luglio 1997 (24 anni)    | 80    | 11   | Torpedo NN      |
| 15 | D    | Olli Pöyliö           | 11 agosto 1995 (26 anni)   | 11    | 0    | Liikunnan Riemu |
| 16 | PV   | Henri Alamikkotervo   | 6 gennaio 2001 (21 anni)   | 7     | 2    | GFT Espoo       |
| 19 | L    | Iiro Vanha            | 19 dicembre 1994 (27 anni) | 43    | 8    | Akaa            |

## Gruppo C

### Russia
Allenatore:  Sergej Skorovič
| N. | Pos. | Giocatore          | Data nascita (età)         | Pres. | Reti | Squadra       |
| -- | ---- | ------------------ | -------------------------- | ----- | ---- | ------------- |
| 1  | P    | Georgij Zamtaradze | 12 febbraio 1987 (34 anni) | 27    | 0    | KPRF Mosca    |
| 4  | L    | Artëm Antoškin     | 17 dicembre 1993 (28 anni) | 23    | 17   | Tjumen'       |
| 7  | PV   | Ivan Milovanov     | 8 febbraio 1989 (32 anni)  | 76    | 15   | Tjumen'       |
| 8  | PV   | Éder Lima          | 29 giugno 1984 (37 anni)   | 49    | 53   | Corinthians   |
| 9  | PV   | Sergej Abramov     | 9 settembre 1990 (31 anni) | 89    | 30   | Sinara        |
| 10 | L    | Robinho            | 28 gennaio 1983 (38 anni)  | 66    | 27   | Benfica       |
| 11 | L    | Artëm Nijazov      | 30 luglio 1996 (25 anni)   | 53    | 21   | KPRF Mosca    |
| 12 | L    | Ivan Čiškala       | 11 luglio 1995 (26 anni)   | 38    | 20   | Benfica       |
| 13 | D    | Sergej Abramovič   | 15 gennaio 1990 (32 anni)  | 36    | 4    | Tjumen'       |
| 14 | L    | Daniil Davydov     | 23 gennaio 1989 (32 anni)  | 60    | 15   | Gazprom Jugra |
| 16 | P    | Dmitrij Putilov    | 5 dicembre 1994 (27 anni)  | 33    | 0    | Sinara        |
| 17 | L    | Anton Sokolov      | 28 febbraio 1999 (22 anni) | 9     | 2    | Sinara        |
| 18 | PV   | Andrej Afanas'ev   | 23 maggio 1986 (35 anni)   | 40    | 8    | Gazprom Jugra |
| 19 | L    | Paulinho           | 19 ottobre 1985 (36 anni)  | 0     | 0    | KPRF Mosca    |
| 20 | L    | Nando              | 31 ottobre 1987 (34 anni)  | 0     | 0    | Dinamo Samara |

### Polonia
Allenatore:  Błażej Korczyński
| N. | Pos. | Giocatore               | Data nascita (età)          | Pres. | Reti | Squadra              |
| -- | ---- | ----------------------- | --------------------------- | ----- | ---- | -------------------- |
| 1  | P    | Michał Kałuża           | 22 luglio 1998 (23 anni)    | 13    | 0    | Burela               |
| 2  | D    | Michał Kubik            | 7 maggio 1990 (31 anni)     | 11    | 5    | Rekord Bielsko-Biała |
| 3  | L    | Mateusz Madziag         | 17 novembre 1996 (25 anni)  | 5     | 0    | Constract Lubawa     |
| 4  | U    | Patryk Hoły             | 9 febbraio 1994 (27 anni)   | 5     | 1    | Red Dragons Pniewy   |
| 5  | PV   | Dominik Smialkowski     | 27 ottobre 1991 (30 anni)   | 0     | 0    | Piast Gliwice        |
| 6  | D    | Sebastian Grubalski     | 1º novembre 1999 (22 anni)  | 6     | 3    | Constract Lubawa     |
| 7  | U    | Mikołaj Zastawnik       | 2 settembre 1996 (25 anni)  | 11    | 8    | Rekord Bielsko-Biała |
| 8  | U    | Dominik Solecki         | 17 luglio 1990 (31 anni)    | 6     | 3    | Leszno               |
| 9  | U    | Tomasz Lutecki          | 1º settembre 1991 (30 anni) | 11    | 4    | Komprachcice         |
| 10 | L    | Sebastian Leszczak      | 20 gennaio 1992 (29 anni)   | 12    | 8    | Rekord Bielsko-Biała |
| 12 | P    | Bartlomiej Nawrat       | 15 luglio 1984 (37 anni)    | 131   | 0    | Rekord Bielsko-Biała |
| 13 | U    | Tomasz Kriezel          | 5 novembre 1993 (28 anni)   | 14    | 2    | Constract Lubawa     |
| 14 | D    | Michal Marek            | 4 luglio 1993 (28 anni)     | 12    | 7    | Rekord Bielsko-Biała |
| 15 | PV   | Sebastian Wojciechowski | 17 gennaio 1988 (34 anni)   | 11    | 1    | Leszno               |

### Slovacchia
Allenatore:  Marián Berky
| N. | Pos. | Giocatore       | Data nascita (età)         | Pres. | Reti | Squadra       |
| -- | ---- | --------------- | -------------------------- | ----- | ---- | ------------- |
| 2  | P    | Marek Karpiak   | 28 dicembre 1997 (24 anni) | 16    | 0    | Slavia Praga  |
| 4  | PV   | Peter Serbin    | 16 febbraio 1989 (32 anni) | 26    | 2    | Lučenec       |
| 5  | U    | Gabriel Rick    | 17 novembre 1988 (33 anni) | 109   | 39   | Plzeň         |
| 6  | U    | Matúš Ševčík    | 23 maggio 2000 (21 anni)   | 35    | 8    | Slavia Praga  |
| 7  | U    | Martin Směřička | 25 agosto 1994 (27 anni)   | 61    | 17   | Lučenec       |
| 8  | U    | Martin Zdráhal  | 12 marzo 1993 (28 anni)    | 44    | 6    | Plzeň         |
| 9  | D    | Peter Kozár     | 17 novembre 1986 (35 anni) | 120   | 21   | Plzeň         |
| 10 | D    | Martin Doša     | 18 luglio 1992 (29 anni)   | 64    | 18   | Chrudim       |
| 11 | U    | Patrik Zaťovič  | 9 luglio 1993 (28 anni)    | 6     | 2    | Piast Gliwice |
| 12 | P    | Richard Oberman | 7 luglio 1994 (27 anni)    | 56    | 0    | RCS Košice    |
| 14 | U    | Daniel Čeřovský | 19 febbraio 1998 (23 anni) | 27    | 3    | Lučenec       |
| 15 | PV   | Vojtech Turek   | 12 marzo 1997 (24 anni)    | 26    | 5    | Bernalda      |
| 16 | L    | Tomáš Drahovský | 7 ottobre 1992 (29 anni)   | 89    | 56   | SC García     |
| 17 | D    | Dominik Ostrák  | 16 aprile 1997 (24 anni)   | 30    | 7    | Lučenec       |

### Croazia
Allenatore:  Marinko Mavrović
| N. | Pos. | Giocatore           | Data nascita (età)         | Pres. | Reti | Squadra          |
| -- | ---- | ------------------- | -------------------------- | ----- | ---- | ---------------- |
| 1  | P    | Žarko Luketin       | 16 marzo 1989 (32 anni)    | 45    | 3    | Pola             |
| 2  | D    | Vedran Matošević    | 27 agosto 1990 (31 anni)   | 68    | 21   | Dobovec          |
| 4  | L    | Davor Kanjuh        | 20 luglio 1989 (32 anni)   | 31    | 7    | Dinamo Zagabria  |
| 6  | PV   | Maro Đuraš          | 6 giugno 1994 (27 anni)    | 25    | 6    | Square Dubrovnik |
| 7  | D    | Franko Jelovčić     | 6 luglio 1991 (30 anni)    | 90    | 53   | Halle-Gooik      |
| 8  | PV   | Dario Marinović     | 24 maggio 1990 (31 anni)   | 85    | 67   | Cartagena        |
| 10 | U    | Tihomir Novak       | 24 ottobre 1986 (35 anni)  | 103   | 37   | Dobovec          |
| 11 | D    | Josip Suton         | 14 novembre 1988 (33 anni) | 72    | 27   | CAME Treviso     |
| 13 | L    | Josip Jurlina       | 13 gennaio 2000 (22 anni)  | 15    | 2    | Olmissum         |
| 14 | L    | Kristijan Postružin | 28 agosto 1995 (26 anni)   | 29    | 4    | Olmissum         |
| 17 | L    | Kristian Čekol      | 30 dicembre 1997 (24 anni) | 15    | 0    | Dinamo Zagabria  |
| 18 | L    | Matej Horvat        | 30 gennaio 1994 (27 anni)  | 47    | 13   | Olmissum         |
| 19 | PV   | Antonio Sekulić     | 22 gennaio 1999 (22 anni)  | 10    | 4    | Olmissum         |
| 20 | P    | Zoran Primić        | 21 aprile 1991 (30 anni)   | 23    | 0    | Vrgorac          |

## Gruppo D

### Georgia
Allenatore:  Avtandil Asatiani
| N. | Pos. | Giocatore            | Data nascita (età)          | Pres. | Reti | Squadra       |
| -- | ---- | -------------------- | --------------------------- | ----- | ---- | ------------- |
| 1  | P    | Zviad Kupatadze      | 25 ottobre 1979 (42 anni)   | 51    | 5    | Gazprom Jugra |
| 2  | L    | Chaguinha            | 25 luglio 1988 (33 anni)    | 9     | 0    | Palma         |
| 5  | D    | Giorgi Ghavtadze     | 30 ottobre 2000 (21 anni)   | 20    | 2    | Sibirjak      |
| 6  | L    | Vilian               | 11 giugno 1989 (32 anni)    | 3     | 1    | Gazprom Jugra |
| 7  | D    | Shota Tophuria       | 14 maggio 1990 (31 anni)    | 65    | 7    | STU-Telasi    |
| 8  | PV   | Vakhtang Kekelia     | 10 settembre 1989 (32 anni) | 29    | 6    | Sipar         |
| 9  | U    | Irakli Todua         | 7 settembre 1990 (31 anni)  | 63    | 20   | STU-Telasi    |
| 10 | L    | Roninho              | 4 aprile 1987 (34 anni)     | 44    | 15   | Halle-Gooik   |
| 12 | P    | Tornike Bukia        | 15 maggio 1994 (27 anni)    | 58    | 2    | Kemi-Tornio   |
| 16 | D    | Thales Feitosa       | 13 aprile 1988 (33 anni)    | 28    | 19   | Candoso       |
| 17 | L    | Archil Sebiskveradze | 14 agosto 1989 (32 anni)    | 82    | 54   | VRZ Gomel     |
| 18 | D    | Nikoloz Kurtanidze   | 1º marzo 1993 (28 anni)     | 44    | 13   | PSP           |
| 19 | PV   | Elisandro            | 11 dicembre 1986 (35 anni)  | 10    | 14   | Braga         |
| 20 | PV   | Bruno Petry          | 22 marzo 1989 (32 anni)     | 6     | 3    | Jaén          |

### Spagna
Allenatore:  Federico Vidal
| N. | Pos. | Giocatore            | Data nascita (età)         | Pres. | Reti | Squadra    |
| -- | ---- | -------------------- | -------------------------- | ----- | ---- | ---------- |
| 1  | P    | Jesús Herrero        | 4 novembre 1986 (35 anni)  | 14    | 1    | Inter      |
| 2  | D    | Carlos Ortiz         | 3 ottobre 1983 (38 anni)   | 207   | 8    | Barcellona |
| 3  | L    | Borja Díaz           | 19 agosto 1992 (29 anni)   | 8     | 2    | Inter      |
| 4  | PV   | Esteban Cejudo       | 18 febbraio 1995 (26 anni) | 4     | 1    | KPRF Mosca |
| 5  | D    | Boyis                | 26 dicembre 1989 (32 anni) | 5     | 1    | Inter      |
| 6  | PV   | Raúl Gómez           | 25 ottobre 1995 (26 anni)  | 19    | 12   | Inter      |
| 7  | L    | Catela               | 14 aprile 1995 (26 anni)   | 2     | 1    | Valdepeñas |
| 8  | L    | Adolfo Fernández     | 19 maggio 1993 (28 anni)   | 24    | 10   | Barcellona |
| 9  | L    | Sergio Lozano        | 9 novembre 1988 (33 anni)  | 23    | 17   | Barcellona |
| 10 | L    | Cecilio Morales      | 6 luglio 1992 (29 anni)    | 5     | 4    | Inter      |
| 11 | L    | Chino                | 13 novembre 1991 (30 anni) | 13    | 8    | Valdepeñas |
| 12 | P    | Dídac Plana          | 22 maggio 1990 (31 anni)   | 4     | 0    | Barcellona |
| 13 | L    | Miguel Ángel Mellado | 23 luglio 1999 (22 anni)   | 10    | 4    | Cartagena  |
| 14 | L    | Raúl Campos          | 17 dicembre 1987 (34 anni) | 38    | 23   | Palma      |
| 16 | PV   | Francisco Solano     | 26 agosto 1991 (30 anni)   | 22    | 8    | Cartagena  |

### Azerbaigian
Allenatore:  José Alésio da Silva
| N. | Pos. | Giocatore         | Data nascita (età)          | Pres. | Reti | Squadra         |
| -- | ---- | ----------------- | --------------------------- | ----- | ---- | --------------- |
| 1  | P    | Emin Kürdov       | 10 luglio 1984 (37 anni)    | 13    | 2    | EKOL Baku       |
| 2  | L    | Felipinho         | 26 ottobre 1993 (28 anni)   | 0     | 0    | Araz Naxçıvan   |
| 3  | L    | Bolinha           | 19 febbraio 1987 (34 anni)  | 21    | 19   | ACCS            |
| 5  | L    | Fineo Araújo      | 10 aprile 1987 (34 anni)    | 14    | 8    | Sporting Parigi |
| 6  | D    | Eduardo Borges    | 14 ottobre 1986 (35 anni)   | 20    | 6    | Halle-Gooik     |
| 7  | U    | Ramiz Çovdarov    | 28 luglio 1990 (31 anni)    | 18    | 4    | Araz Naxçıvan   |
| 8  | D    | Rizvan Fərzəliyev | 1º settembre 1979 (42 anni) | 26    | 4    | Araz Naxçıvan   |
| 9  | PV   | Rafael Vilela     | 12 marzo 1994 (27 anni)     | 6     | 2    | Palma           |
| 10 | L    | Vassoura          | 26 aprile 1985 (36 anni)    | 17    | 11   | Sporting Parigi |
| 11 | D    | Xətai Bağırov     | 15 agosto 1987 (34 anni)    | 15    | 1    | Araz Naxçıvan   |
| 12 | P    | Rövşən Hüseynli   | 3 aprile 1991 (30 anni)     | 22    | 1    | Araz Naxçıvan   |
| 13 | D    | Éverton Cardoso   | 4 dicembre 1987 (34 anni)   | 17    | 9    | Levante         |
| 14 | U    | Hadi Ahmadi       | 26 febbraio 1994 (27 anni)  | 7     | 2    | Bäýterek        |
| 17 | L    | İsa Atayev        | 7 agosto 1989 (32 anni)     | 12    | 3    | Araz Naxçıvan   |

### Bosnia ed Erzegovina
Allenatore:  Ivo Krezo
| N. | Pos. | Giocatore          | Data nascita (età)          | Pres. | Reti | Squadra     |
| -- | ---- | ------------------ | --------------------------- | ----- | ---- | ----------- |
| 1  | P    | Darko Milanović    | 15 ottobre 1991 (30 anni)   | n.d.  | n.d. | Hercegovina |
| 2  | U    | Almedin Bundavica  | 6 febbraio 1996 (25 anni)   | n.d.  | n.d. | Doboj       |
| 3  | L    | Josip Sesar        | 16 ottobre 1992 (29 anni)   | n.d.  | n.d. | Stuttgarter |
| 4  | D    | Davor Arnautović   | 3 settembre 1991 (30 anni)  | n.d.  | n.d. | Salines     |
| 5  | D    | Blago Gašpar       | 17 giugno 1997 (24 anni)    | n.d.  | n.d. | NV Makarska |
| 6  | PV   | Srdjan Ivanković   | 25 gennaio 1994 (27 anni)   | n.d.  | n.d. | Stuttgarter |
| 7  | D    | Bilal Jelić        | 1º settembre 1994 (27 anni) | n.d.  | n.d. | Mostar-SG   |
| 8  | U    | Marijo Aladžić     | 30 giugno 1994 (27 anni)    | n.d.  | n.d. | Mostar-SG   |
| 9  | D    | Nermin Kahvedzić   | 5 novembre 1987 (34 anni)   | n.d.  | n.d. | Mostar-SG   |
| 10 | PV   | Anel Radmilović    | 29 agosto 1988 (33 anni)    | n.d.  | n.d. | Mostar-SG   |
| 11 | U    | Josip Bosković     | 25 febbraio 1993 (28 anni)  | n.d.  | n.d. | Vrgorac     |
| 12 | P    | Stanislav Galić    | 26 settembre 1986 (35 anni) | n.d.  | n.d. | Mostar-SG   |
| 14 | U    | Kristijan Pantić   | 16 aprile 1996 (25 anni)    | n.d.  | n.d. | Brotnjo     |
| 15 | P    | Andrijano Dujmović | 12 ottobre 1988 (33 anni)   | n.d.  | n.d. | Salines     |
| 16 | L    | Samir Gosto        | 16 maggio 1998 (23 anni)    | n.d.  | n.d. | Mostar-SG   |